# Сьєрра (Еквадор)
1° пд. ш. 79° зх. д. / 1° пд. ш. 79° зх. д.

Мапа регіону

Сьєрра або Еквадорська Сьєрра — один із чотирьох географічних регіонів Еквадору, який розташовано в гірський частині країни. Регіон простягається по середині країни приблизно на 800 км від кордону з Колумбією (на півночі) до кордону з Перу (на півдні). Його населення становить близько 8 мільйонів, або трохи менше половини загальної кількості населення країни, що робить його другим за чисельністю населення регіоном після Прибережного регіону. Метиси складають основну частину населення регіону.

## Географія

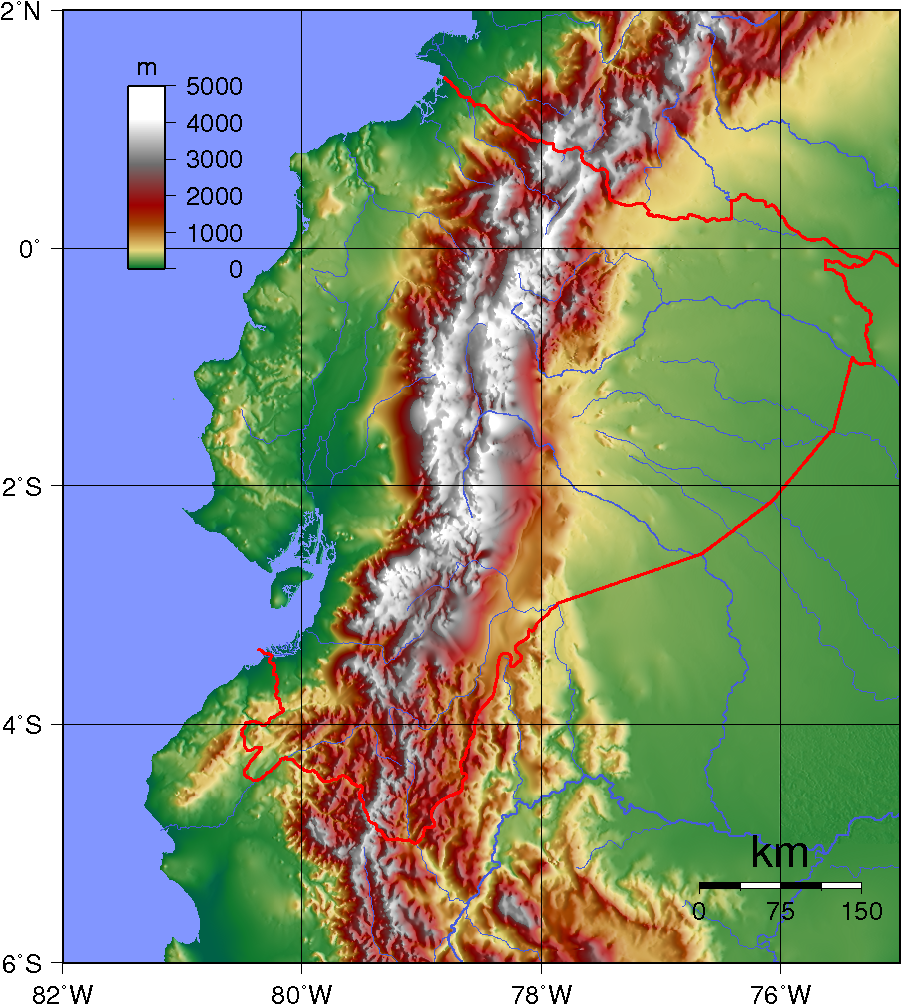
Топографічна карта Еквадору.

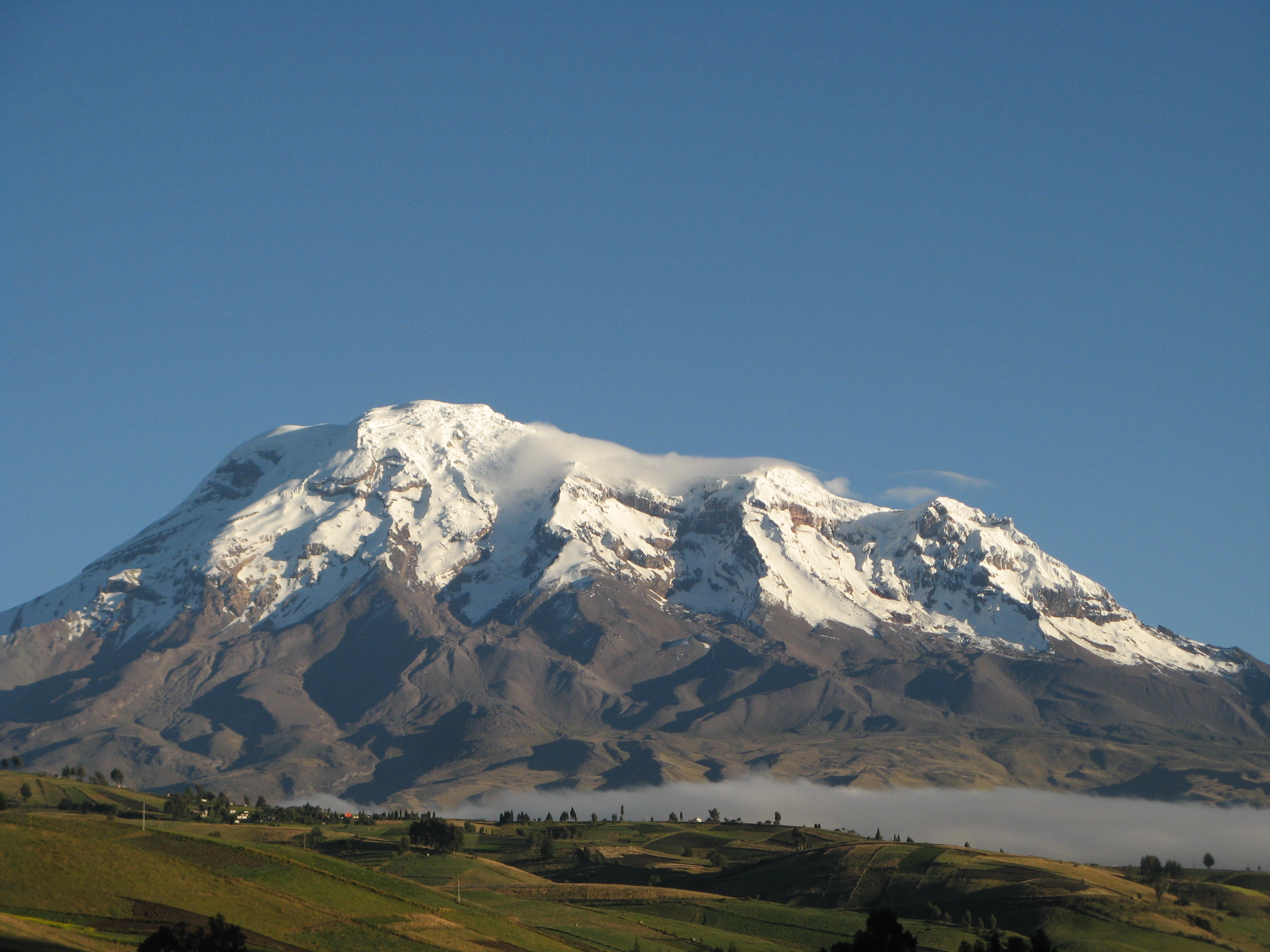
Чімборасо, найвища вершина Еквадору.

Регіон Сьєрра охоплює високогір'я провінцій Пічинча, Карчі, Тунгурауа, Чімборасо, Каньяр, Асуай, Лоха, Імбабура , Болівар і Котопахі.   
Сьєрра межує з природним регіоном Прибережний на заході та Орієнте на сході. Еквадорська Сьєрра має довжину 800 км та ширину від 100 км до 200 км. Регіон складається з двох гірських хребтів Кордильєра-Реаль та Кордильєра-Оксиденталь, які проходять паралельно та розділені долиною, яку називають Міжандським коридором. Ці гірські масиви мають середні висоти від 4000 до 4500 м. Хребет Кордильєра-Оксиденталь має найвищу вершину вулкан Чімборасо (6 263 м), а Кордильєра-Реаль — вулкан Котопахі (5897 м). 
Міжандський коридор, висота якого становить від 2000 м до 3000 м, перетинається високими ділянками (нудо), які поділяють його на десять долин (хойями) .
Сьєрра є частиною Анд, які є молодими горами та мають високу сейсмічність. На території регіону розташовано багато вулканів Еквадору, деякі з яких є діючи. Тунгурауа і Ревентадор мали виверження у 2000-х роках. Гуагуа-Пічінча останнє мала велике виверження в 1999 році. Біля вулканів існує ризик створення грязьових потоків (лахарів).
Регіон Сьєрра характеризується дуже вологим тропічним кліматом у зонах поруч з Узбережжям  та Орієнте,  вологим помірним кліматом у міжандському коридорі, холодним кліматом на висоті понад 3000 м.

### Висотна поясність

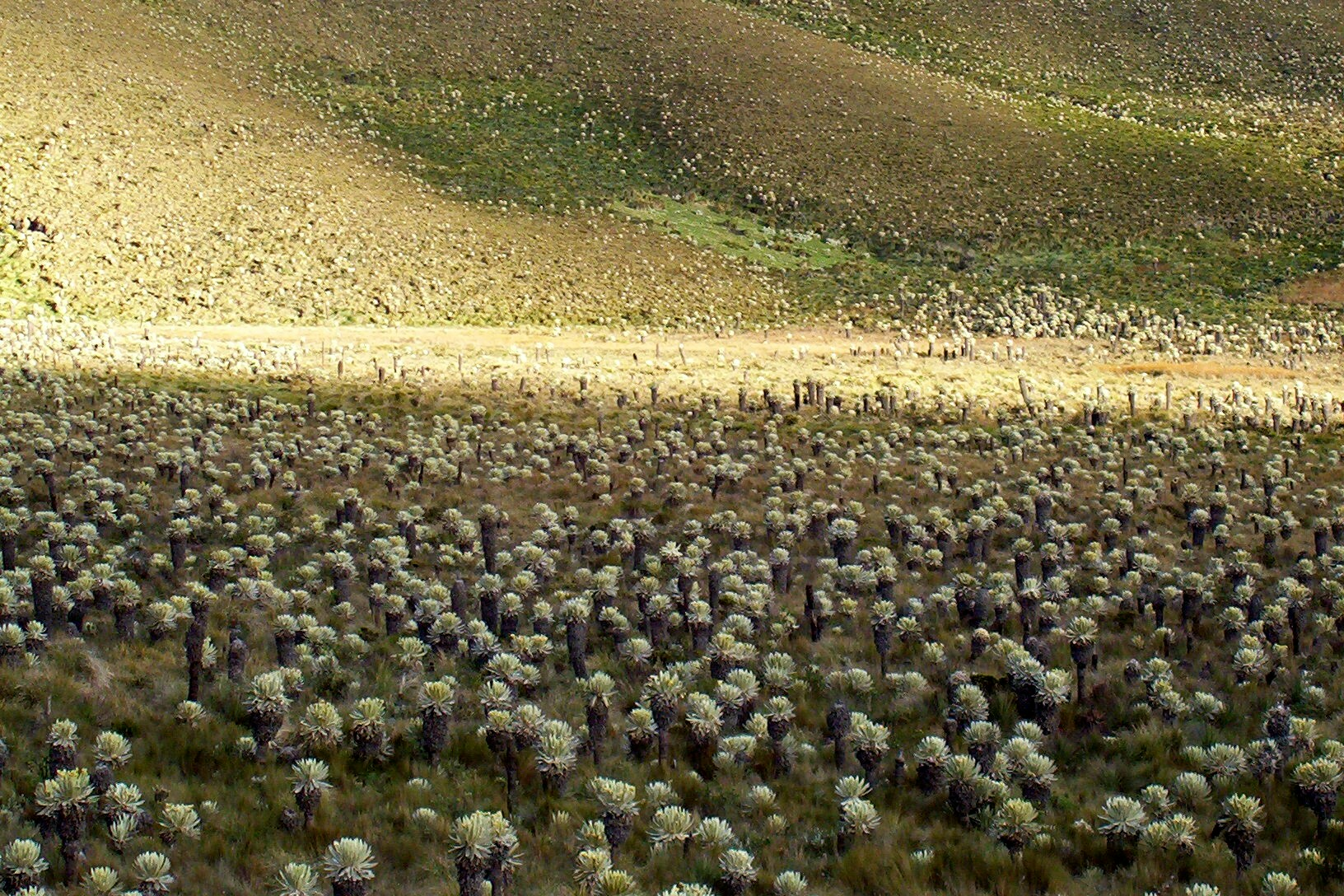
Парамо

Рослинність Сьєрри Еквадору підкоряється висотній поясності та кліматичним особливостям схилів гір різної експозиції. Західні схили Кордильєри-Оксиденталь мають менше вологості ніж східні схили Кордильєра-Реаль. Середня кількість опадів по території регіону збільшується на північ та вагається від 1000 до 2000 мм.
Висотна поясність Сьєрри: :
- 1800 м : субтропічна зона, зайнята перемінно-вологим лісом ;
- 2600 м : помірна зона, зайнята високогірними мішаними лісами, але сьогодні територія має здебільшого культивовані ліси ; У лісистих районах можна зустріти такі види, як кедр, лавр, горіх, сливи, капулі, мірабель, інжирї, айвата ішпінго.
- 3200 м : холодні землі, в основному оброблені, необроблені частини зайняті вологими гірськими лісами ;
- 4000 м : субальпійська зона, зайнята парамо ;
- > 4 000 м : холодна зона, яка характеризується частими снігопадами та заморозками.Не велика частка території зайнята льодовиками, на висоті близько 5 000 м .

## Демографія
Окрім столиці Кіто (найвища столиця світу після Ла-Пас у Болівії), у Сьєррі розташовані кілька найважливіших міст країни, зокрема Куенка, Ріобамба, Амбато, Латакунга та Ібарра. Столична агломерація Кіто в 2023 році мала 2 679 722 жителів.  Найбільш густонаселені провінції Сьєрри ― Пічинча (провінція Кіто) з 2 600 000 мешканців  і Асуай (провінція Куенка) з 506 090 мешканців .
Населення Сьєрри складається з білих, метисів, корінних народів і афроеквадорців. Частка корінного населення в Сьєррі вища, ніж у середньому по країні, оскільки кечуа розселені по всьому гірському масиву. Тому мовами, якими розмовляють у Сьєррі, є екваторіальна  іспанська та кічуа. З лінгвістичної точки зору, вимова іспанської мови в Сьєррі відрізняється від вимови, яка практикується в Прибережному регіоні, але близька до вимови, яка практикується в низинах Орієнте.

## Господарство
Регіон має родючі ґрунти та пасовища, спеціалізується на сільському господарстві. У його  долинах вирощують кукурудзу,  ячмінь, картопля,злаки, бобові, овочі та фрукти. У теплих районах Сьєрри вирощують каву, рис, цукрову тростину, банани та різні тропічні фрукти. Провінція  Котопахі спеціалізується на вирощуванні персиків, увілья, опунція. Тунгурауа спеціалізується на вирощуванні фруктів та квітів. 
В тваринництво характеризується розведенням овець, великої рогатої худоби та свиней. 
Добуток корисних копалин: вапняк, цементна сировина, каолін, бентоніт, вугілля. В провінції Лоха добувають золото і мідь.
Промисловість представлена гірничодобувною, цементною, цукровою, деревообробною та молочною промисловістю. Пічинча має розвинуту промисловість, в Кіто працюють підприємства харчової, текстильної, лікеро-горілчаної, хіміко-фармацевтичної, металообробної, автомобільної промисловості. 
Дрібне виробництво та промисловість вважаються цінними джерелами доходу, насамперед у секторах  взуття, текстилю та дерев’яних меблів. В  Чімборасо основні галузі включають кераміку та килими. В провінції Імбабура зберігається кустарна техніка виготовлення килимків, кошиків і декоративних фігур з очерету, а також різноманітні вироби зі шкіри.

## Туризм
Туристичний регіон Сьєрра виділяється тим, що зберігає унікальні екосистеми високогірних Андських вершин і долин, а також дивовижний світ побуту, ремесел та гастрономії корінних народів. Історія цього регіону створила дивовижні архітектурні ансамблі, а природа лікувальні води та естетичні краєвиди. 
Імбабура має природні гарячі джерела.  
Провінція Тунгурауа відома ярмарком Амбато, де відзначають карнавал і фестиваль квітів і фруктів. Він включає  Міжнародний фольклорний фестиваль, Національний салон живопису Луїса А. Мартінеса, Квіткові ігри, книжковий ярмарок, театральні та танцювальні фестивалі, коронація королеви, великий парад. 

## Транспорт

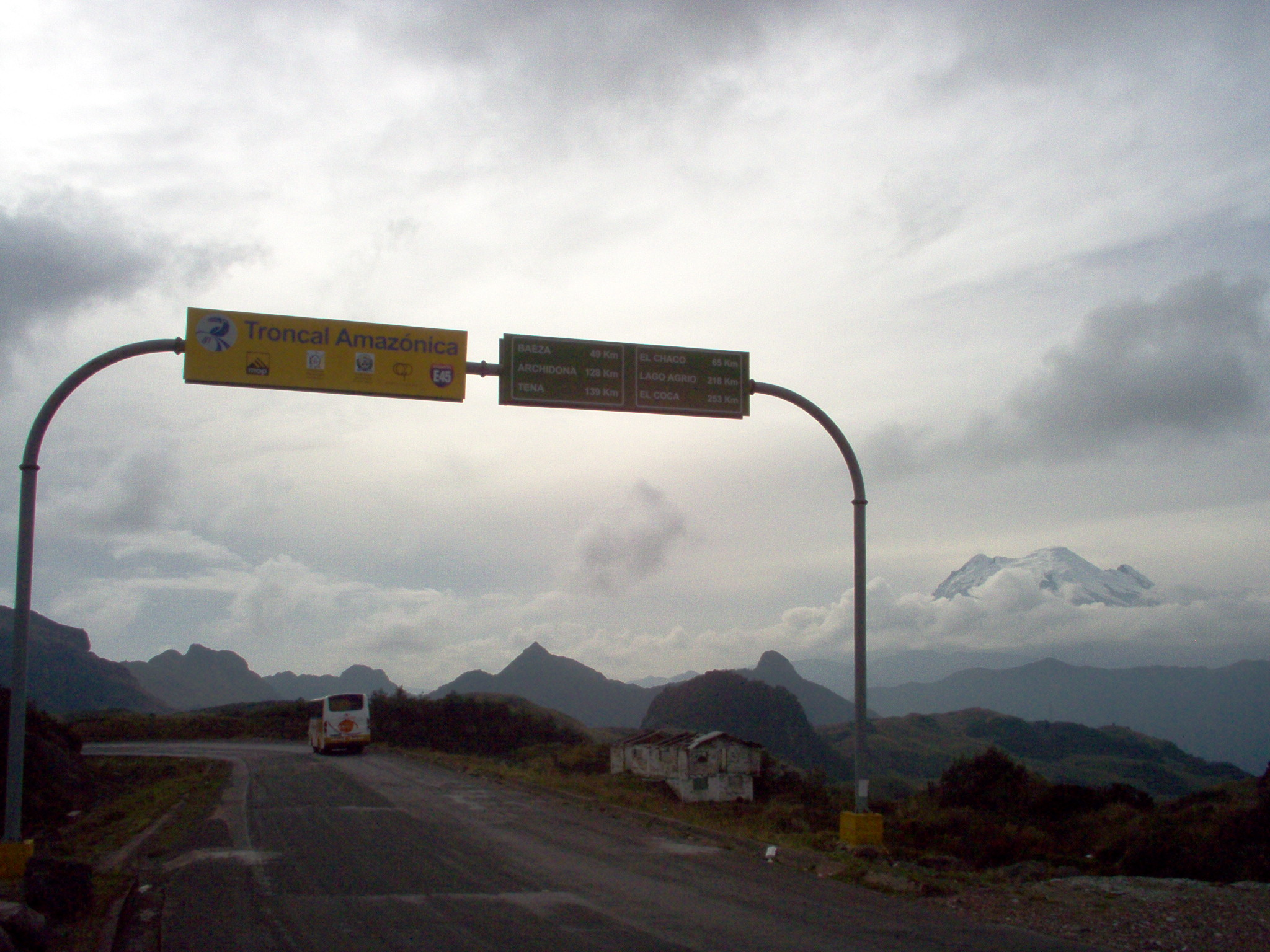
Автошлях через перевал Папаллакта (4054 м), найвища точка мережі асфальтованих доріг Еквадору.

Сьєрра має важливу роль в роботі автомобільної транспортної мережі Еквадору, особливо на півночі країни. Панамериканське шосе проходить через всю від Колумбії до Перуанського кордону.  Еквадор має десять транспортних коридорів, які з’єднують Анди з Амазонкою. Існування розвинутої міжандської мережі в Еквадорі пояснюється вузькістю східного гірського хребта  .
Залізниця в Еквадорі більше не експлуатується для пасажирських перевезень, але деякі ділянки зберігаються для туристичних цілей.

## Гастрономія
У регіоні є традиційні страви, які в основному готуються з місцевих продуктів. Типовими стравами є:
- Провінція Азуай: страви з  кукурудзяної крупи, смажена морська свинка та суп із кіноа.
- Провінція Болівар: картопляний пиріг, кукурудзяні коржі в горщиках, оладки і чігілі (з кукурудзяного борошна та сиру, які  загортають у листя плантану або кукурудзи).
- Провінція Каньяр: їхні страви готують із кукурудзи, хумітас, тамале.
- Провінція Карчі: традиційні страви готують з картоплі, квасолі, кукурудзи, свинини, морської свинки та курки. Популярна  страва під назвою «horneado pastuso» з картопляними коржами та бобами.
- Провінція Чімборасо: найпоширеніші страви: картопляний суп з субпродуктами, горнадо, кукурудзяні коржі, картопляні коржі. Серед алкогольних напоїв канелазо.
- Провінція Котопахі: Чугчукара (зі свинини, емпанад, стиглого плантану, кукурудзи), чича, алуллас, морозиво Сальседо, смажені макеньо, листовий сир.
- Провінція  Імбабура: червоне м’ясо Котакачі, емпанадас де морочо, смажена кукурудза з сиром, чича,  фрітада, сироп з ожини, ногадас, молочний хліб
- Провінція  Лоха: чечіна, білий ріп (приготований із зеленим плантаном і сиром), гороховий суп з плантаном, тамалес, хумітас, шанфаїна, цесарка,  севіче та кокосове морозиво.
- Провінція Пічинча: картопляне рагу, Санголкі Хорнадо, смажена морська свинка та картопля з кров'ю, фрітада, морочо, кукурудзяна чича, еспумілья та менюдо тощо.
- Провінція Тунгурауа: льяпінгачо, хліб Амбато, хліб Пінльо, курка Пінльо, вітряні емпанади Аточа, ірискові цукерки Баньос, сік цукрової тростини та напої Баньос.